# 키네마의 신
《키네마의 신》(일본어: キネマの神様)은 하라다 마하의 장편 소설이다. 2008년 12월 12일 분게이슌주에서 단행본이 간행되었고, 2011년 5월 10일 문고 되었다.
2018년 무대화되어, 2021년 영화화 된 극장판이 공개되었다.

## 제작
저자의 하라다 마라는 “이 작품은 한없이 사소설(私小説)에 가깝다고 할까, 이야기의 30% 정도는 실제 경험에 근거한 것이다. 나머지 70%는 판타지 풍으로 쓰여져 있지만 자신의 인생이 이런 느낌이 되면 좋겠다는 소망을 담은 부분도 있다. 아버지의 인생에 이런 따뜻한 기적 같은 것이 일어났으면 좋겠다라고 생각하고 소설을 썼다”고 말하고 있다. 또한 하라다는 “아버지는 비교할 수 없는 독서가이지만, 젊었을 때는 대단히 도박을 좋아하고 항상 빚을 내고 있었다. 그러나 다행히도 오빠가 소설가로서 아버지를 책에 등장 시키고, 자신도 작가가 되고 나서 아버지를 속속들이 드러낼 수 있게 되었다. 따라서 아버지가 오빠와 나를 위해 창작하는 작업에 빠뜨릴 수 없는 힘이 되고 있는 것은 사실일지 모른다”고 술회하고 있다.

## 참고 문헌
- 단행본 2008년 12월 12일 발매, 분게이슌주, ISBN 978-4-16-327730-1
- 단행본 2011년 5월 10일 발매, 후미하루 문고, ISBN 978-4-16-780133-5

## 무대
히지카타 요시・아키타 우자쿠 기념 청년 극장에서 2018년에 무대화되었다. 각본은 타카하시 마사쿠니.  2020년부터 전국 순회 공연 예정이다.

## 영화
쇼치쿠 영화 100주년 기념 작품으로 2021년 8월 6일 개봉되었다. 감독은 야마다 요지로 촬영에 앞서 “이 시대에 살고 영화인의 삶을 다룬 영화 제작 100년의 역사를 자랑하는 쇼치쿠는 무대에서 화려하게 그리고 싶다고 생각합니다”라고 코멘트하고 있다.
당초 시무라 켄과 스다 마사키 주연 (시무라에게는 영화 첫 주연)으로 2020년 12월에 공개 예정이었지만, 같은 해 3월 24일 시무라의 신형 코로나 바이러스 감염이 드러나자 동월 26일에 출연 사퇴가 발표되었고,(동월 29일에 시무라가 사망했다) 일본 정부의 비상 사태 선언을 받아 촬영이 중단됐다.
같은 해 5월 16일 사와다 켄지가 시무라의 대역을 맡는 것이 발표 되었다. 이날 시무라의 미소가 스크린에 비춘 메시지 영상이 공개됐다.
그리고 2021년 4월 16일 공개 예정으로 발표되었지만 신종 코로나 바이러스의 감염 확대에 따라 다시 연기 되는 것이 동년 2월 12일에 발표 되었다.

### 출연
- 마루야마 고나오 (고우) : 사와다 켄지
- 마루야마 고나오 (청년 시절) : 스다 마사키
- 마루야마 요시코 (청년 시절) : 나가노 메이
- 테라바야시 신타로 (청년 시절) : 노다 요지
- 이즈미 히로시 : 릴리 프랭키
- 마루야마 유타 : 마에다 오시로
- 미즈카와 : 시손 쥰
- 모리타 : 마츠오 타카시
- 요시코의 어머니 : 히로오카 유리코
- 채무 추심인 : 키타야마 마사야스
- 가족 모임 주최자 : 하라다 다이조
- 단골 여성 고객 : 카타기리 하이리
- 사코다 타카야
- 콘도 코엔
- 토요하라 에리카
- 시부야 텐쇼
- 시부카와 키요히코
- 마츠노 타이키
- 소가노야 칸타로
- 카츠라 소노코 : 키타가와 케이코
- 마루야마 아유무 : 테라지마 시노부
- 테라바야시 신타로 (테라신) : 코바야시 넨지
- 마루야마 요시코 : 미야모토 노부코

### 스태프
- 원작 : 하라다 마하 〈키네마의 신〉 (분슌 문고간)
- 감독 : 야마다 요지
- 각본 : 야마다 요지, 아사하라 유조
- 음악 : 이와시로 타로
- VFX 감독 : 야마자키 타카시
- 주제가 : RADWIMPS feat. 스다 마사키 〈덧없는 노래 (うたかた歌)〉
- 촬영 : 지카모리 마사후미
- 미술 : 니시무라 타카시
- 조명 : 토야마 마사토
- 편집 : 이시즈마 카즈히데
- 프로듀서 : 후사 슌스케, 아베 마사토
- 제작 : 〈키네마의 신〉 제작위원회
- 배급 : 쇼치쿠